# Теодора Ангелина Комнина
Теодора Ангелина Комнина е византийска принцеса, омъжена последователно за двама български боляри Иванко (ок. 1197 – 1200 г.) и Добромир Хриз (1185 – 1201 г.), отцепили се като сепаративни владетели, независими от България и от Византия.

## Произход
Теодора е родена около 1192 г., при положение, че към 1196 г. все още е невръстно момиче на около 4 г. Тя е дъщеря на севастократор Исак Комнин, който е праплеменник на византийския император Мануил I Комнин (1143 – 1180 г.). Нейна майка е визайнтийската принцеса Анна Ангелина, дъщеря на император Алексий III Ангел (1195 – 1203 г.) и императрица Ефросина Дукина Каматирина. Поради това тя се пада внучка на императора.
Като зет на императора и виден представител на аристократичния род Комнини, нейният баща Исак Комнин е удостоен с титлата севастократор, по онова време втора по важност титла във византийската йерархия, непосредствено след императорската. Поверено му е командването на византийските войски във второто сражение при Сяр (1195 – 1196 г.), където претърпява тежко поражение. След битката е пленен и отведен в Търново, където умира в български затвор през 1195 или 1196 г.
След смъртта на баща ѝ, през 1200 г. майка ѝ Анна Ангелина е омъжена от императора за Теодор Ласкарис, бъдещ основавател и първи император на Никейската империя.

## Семейство
Дядото на Теодора, византийският император Алексий III Ангел, урежда два брака на младата принцеса, всеки път с български благородници, отцепели се като независими или полунезамисими владетели на Балканите.

### Брак с Иванко
Иванко се споменава като роднина на българския цар Асен (1185 – 1196 г.) или поне като приближен на владетеля в Търновския двор. Докато е в български плен, севастократорът Исак подкупва Иванко да убие Асен и да осъществи дворцов преврат, като завземе властта в Търново. Заедно с „много други обещания“, плененият севастократор обещава на Иванко ръката на дъщеря си Теодора, внучка на византийския император. Севастократор Исак умира в български затвор преди осъществяването на заговора.
Иванко не успява да завземе трона, нито да удържи Търново след нападенията на цар Петър. Той установява контакт с византийската власт и бяга във Византия, където предявява претенциите си към ръката на внучката на императора Теодора, обещана му от баща ѝ. Императорът първоначално отлага решението си, поради детската възраст на Теодора, а и поради предпочитанията на Иванко към Анна Ангелина, майката на невръстната Теодора. Все пак, бракът се осъществява, тъй като Никита Хониат изрично споменава, че Теодора е била омъжена за Иванко някъде преди 1200 г.
Иванко е назначен за византийски управител на тема Филипопол със задача да отбива нападенията на българите, а Теодора остава в Константинопол поради незрялата си възраст. Постепенно Ивенко става независим от императора и дори се съюзява с българите. В крайна сметка, императорът мами Иванко, който междувременно е преминал обратно на страната на българите при Калоян, като предателски го пленява по време на дипломатически преговори и го хвърля в тъмница през 1200 г.

### Брак с Добромир Хриз
След нападенията на Добромир Хриз и Михаил Камица в Тесалия (1201 – 1202 г.), императорът сключва мир с Добромир Хриз и го сватосва за Теодора, която е извикана от Византион. Скоро след това обаче, императорът „измамил Хриз“ като завладял Струмица и сключил договор с Калоян. След тези събития Добромир Хриз или Теодора не се споменават повече в писмените сведения.

### Брак с Леополд VI Австрийски
Възможен е трети брак на Теодора впоследствие, а именно с херцога на Австрия Леополд VI Бабенберг (1198–1230 г.), ако се приеме, че споменаваните в изворите Теодора Ангелина Комнина и Теодора Австрийска са едно и също лице (вж. по-долу).

## Идентифициране
В австрийската историография дълго време има спорове дали Теодора, дъщеря на севастократор Исак, е една и съща личност с Теодора Ангелина, съпруга за австрийския херцог Леополд VI Бабенберг (1198 – 1230 г.). Най-новите исторически изследвания убедително доказват тази идентификация и отхвърлят останалите възможни обяснения за личността и произхода на херцогиня Теодора.